# 最後の絆 沖縄・引き裂かれた兄弟 〜鉄血勤皇隊と日系アメリカ兵の真相〜
『最後の絆 沖縄・引き裂かれた兄弟 〜鉄血勤皇隊と日系アメリカ兵の真相〜』（さいごのきずな おきなわ・ひきさかれたきょうだい 〜てっけつきんのうたいとにっけいアメリカへいのしんそう〜）は、2011年8月13日の21:00-23:10にフジテレビジョン系列の「土曜プレミアム」枠で放映された、単発スペシャルのテレビドラマ。
実話を基に、本人への取材ドキュメンタリーと再現ドラマで構成されている。

## 概要
太平洋戦争末期、沖縄戦にて、アメリカ兵の兄と鉄血勤皇隊の弟が対峙するという実話があった。その実話の主人公である、東江盛勇・康治兄弟の姿を描いている。
盛勇（米国名：フランク・ヒガシ）は、当時両親が移住していた米国で生まれたため、米国籍を持っていた。その後一旦は家族で沖縄に戻るも、19歳の時に働き口を求めて単身渡米する。渡米後に太平洋戦争が勃発し、軍隊に召集された盛勇は、サイパン陥落のニュースを見て、沖縄にいる家族の身を案じて沖縄行きを志願し、通訳兵として沖縄に向かう。米軍が沖縄全島をほぼ制圧し掃討作戦を始めようとしていた1945年6月中旬、「自分たちのことを探し回っている米兵がいる」との知らせを聞いた父・盛長は盛勇のことだと確信、米兵を説得し奇跡的に盛勇との再会を果たす。その後、盛勇と盛長は山にこもっていた康治らを必死で説得し、投降させたのだった。
2015年6月、96歳となったフランク・ヒガシ（東江盛勇）は6月23日の慰霊の日に合わせて来沖した。次男の康治は2015年4月に86歳で他界、三男の平之は84歳となった。 

## キャスト
東江家
- 東江盛勇（長男・アメリカ軍）：要潤
- 東江康治（次男・鉄血勤皇隊隊員）：佐藤健
- 東江平之（三男）：今井悠貴
- 東江カマド（母）：手塚理美
- 東江盛長（父）：大杉漣

鉄血勤皇隊
- 平良清（康治の親友）：長田成哉
- 山入端勝（康治の幼馴染）：中村倫也
- 新垣猛：栁澤貴彦
- 古謝幸子：中越典子
- 山入端栄子（勝の母）：中田喜子

日系アメリカ兵
- ゴロウ：溝端淳平（特別出演）
- ヨウスケ：賀来賢人
- ハセガワ：中野裕太

その他
- 西森駿、菅田俊、ヨシダ朝、木下政治、平良進、普久原明、松浦慎一郎、吉田憲祐 ほか

## スタッフ
- 演出：西浦正記（ドラマパート）、大川卓弥（ドキュメンタリーパート）
- 脚本：ひかわかよ
  - 脚本協力：鈴木智
- 構成：田代裕
- ロケ協力：沖縄フィルムオフィス、今帰仁撮影支援隊、小山町フィルムコミッション、琉球村、名護市（真喜屋区・源河区・天仁屋区・済井出区・嘉陽区）、うるま市与那城屋慶名区、八重瀬町具志頭区 ほか
- 特殊メイク：メイクアップディメンションズ
- 音響効果：スポット
- 技術協力：ビデオスタッフ、バスク
- 照明協力：ザ・ホライズン
- 美術協力：フジアール
- 編集・MA：スタジオヴェルト
- 取材協力：名護市、沖縄県立平和祈念公園、沖縄県立首里高等学校養秀同窓会館
- 資料・写真協力：沖縄県公文書館、米国国立公文書館、沖縄テレビ放送、日本放送協会、セレブロ、ゲッティイメージズ
- 参考文献：東フランク「歩み」、沖縄県立第三中学校十四期生回想録「ああ三中」
- 企画：立松嗣章、成田一樹
- プロデューサー：森憲一、中山ケイ子、西田治彦
- 制作協力：フジクリエイティブコーポレーション、ジン・ネット
- 制作著作：フジテレビ